# Scymnus apetzi
Scymnus apetzi es una especie de escarabajo del género Scymnus, familia Coccinellidae. Fue descrita científicamente por Mulsant en 1846.
Se distribuye por Francia, Bélgica, Austria, Alemania, España, Grecia, Italia, Portugal, Serbia, Eslovenia, Bulgaria, Argelia, Croacia, Hungría, Israel, Liechtenstein, Luxemburgo, Países Bajos, Turquía y Ucrania. Mide 2-3 milímetros de longitud. Vive en cultivos y se alimenta de pulgones.